# Departamento Veinticinco de Mayo (Misiones)
25 de Mayo es un departamento ubicado en el centro-este de la provincia de Misiones, Argentina.
Limita con los departamentos de Cainguás, Guaraní, Oberá, y al sur con la República Federativa de Brasil separado por el río Uruguay. 
El departamento tiene una superficie de 1.629km², equivalente al 5,8% del total de la provincia. Su población es de 27.754 habitantes, según el censo 2010 (INDEC). Su localidad cabecera es Alba Posse.
Las actividades económicas están relacionadas fuertemente con el cultivo de tabaco, té y yerba mate, así como la forestación. Otras actividades económicas incluyen la náutica y la pesca deportiva.
En el departamento 25 de mayo se encuentra  la  comunidad aborigen Mbya Guaraní a 13 kilómetros de distancia del pueblo de 25 de Mayo. La comunidad cuenta con una propiedad  de 3200 hectáreas. Actualmente habitan 36 familias aproximadamente, el Primer Cacique fue Dionisio Duarte, Primer cacique General de Misiones.
En el departamento de  25 de Mayo, se encuentra  el municipio de 25 de Mayo en la misma se encuentra la  aldea aborigen Mbya Guaraní comunidad Tamandúa (Tekoa) en la comunidad se encuentra una de las 10 sedes de la SRMTIC (Secundaria Rural Mediadas por Tecnologías). La sede esta instalada desde el año 2014.

## Historia
Fue creado el día 26 de diciembre de 1956 por el decreto ley N.º 1668, el cual establecía los 17 departamentos que tiene la provincia de Misiones. Su extensión original era de 1542 km², dividiéndose en tres municipios: Alba Posse, Colonia Aurora y 25 de Mayo. Su cabecera es la localidad de Alba Posse, bautizada con el apellido de su fundador, el ingeniero agrónomo Rodolfo Alba Posse, quien en 1927 dio los primeros pasos para establecer un pueblo en una zona conocida hasta ese entonces como Puerto Rubens, a orillas del río Uruguay.
En 1964, con la creación del municipio de Dos de Mayo, se le anexaron dos fracciones sobre el deslinde Noroeste tomadas del Departamento Cainguás, para ser integradas a los municipios de Colonia Aurora y 25 de Mayo y otra fracción sobre el costado Noreste hasta el arroyo Chafariz, cedida por el Departamento Guaraní. En 1978, con la creación del municipio de San Vicente, esta fracción fue nuevamente devuelta al Departamento Guaraní, definiéndose así los actuales límites del Departamento Veinticinco de Mayo.

## Población
El departamento tuvo una población de 27.754 habitantes, según el censo 2010 (INDEC). En cuanto a la proporción de población de cada municipio: el 46,5% se ubica en 25 de Mayo, el 27,9% en Colonia Aurora y el restante 25,6% en Alba Posse, la cabecera departamental.
La población fue de 30 891 habitantes, según el censo 2022 (INDEC) , lo que representó un incremento del 11,3% menor al crecimiento provincial que fue del 16,1%.Estos datos le valieron tener la tercera menor población de la provincia.
| Censo Año | Población |
| --------- | --------- |
| 1960      | 10.212    |
| 1970      | 16.824    |
| 1980      | 22.789    |
| 1991      | 24.422    |
| 2001      | 27.187    |
| 2010      | 27.754    |
| 2022      | 30.891    |

## Galería

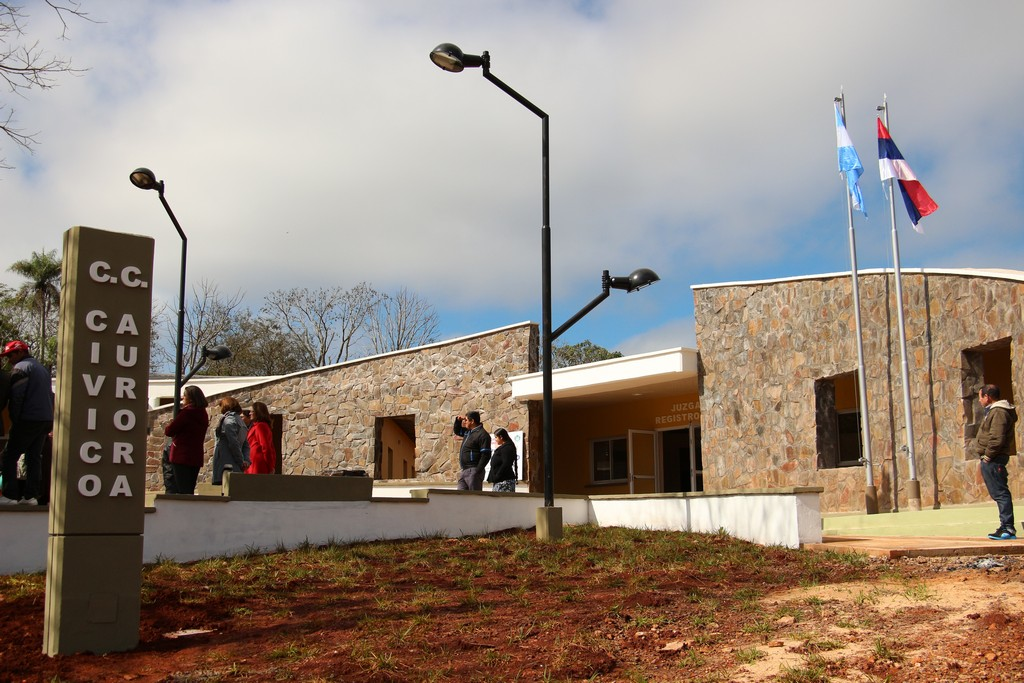
Centro Cívico de Colonia Aurora.
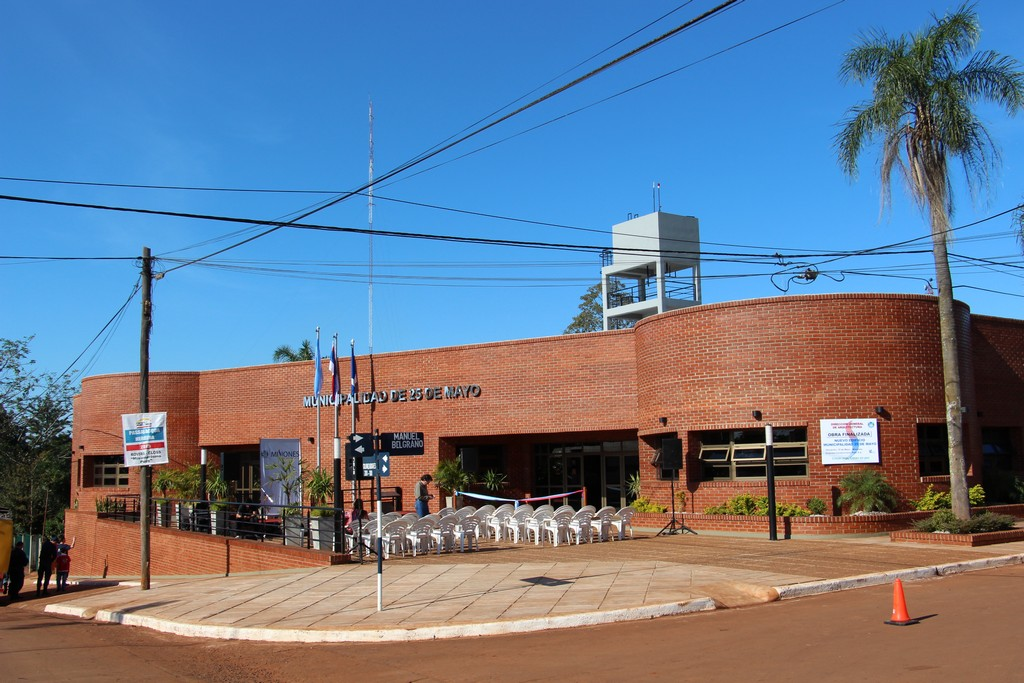
Edificio municipal de 25 de Mayo.
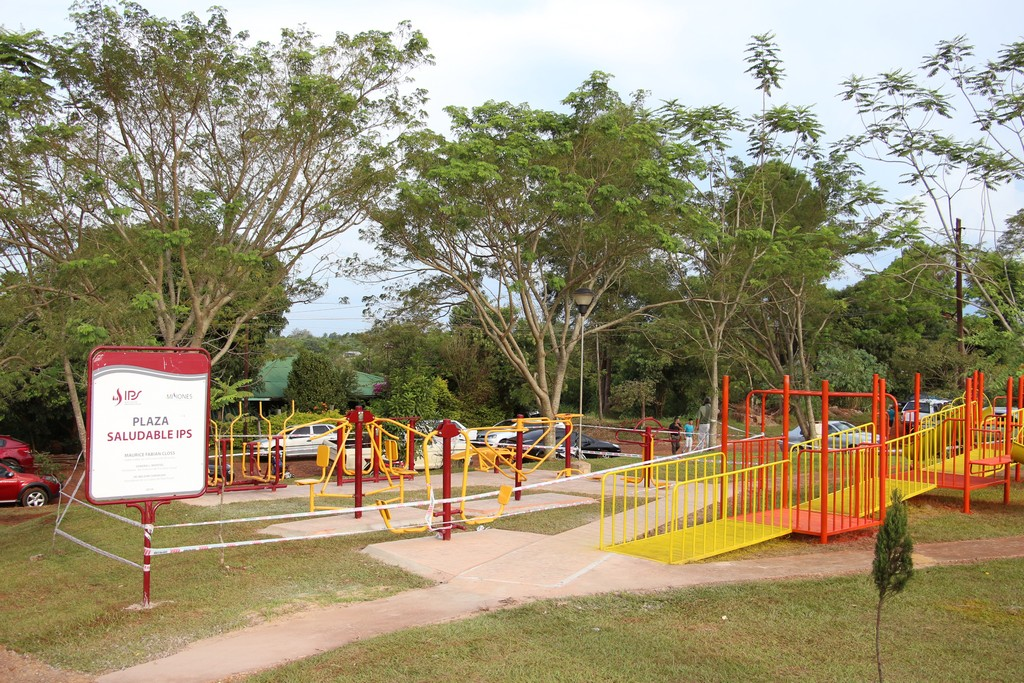
Plaza saludable de Alba Posse.